# Wątróbka po bawarsku

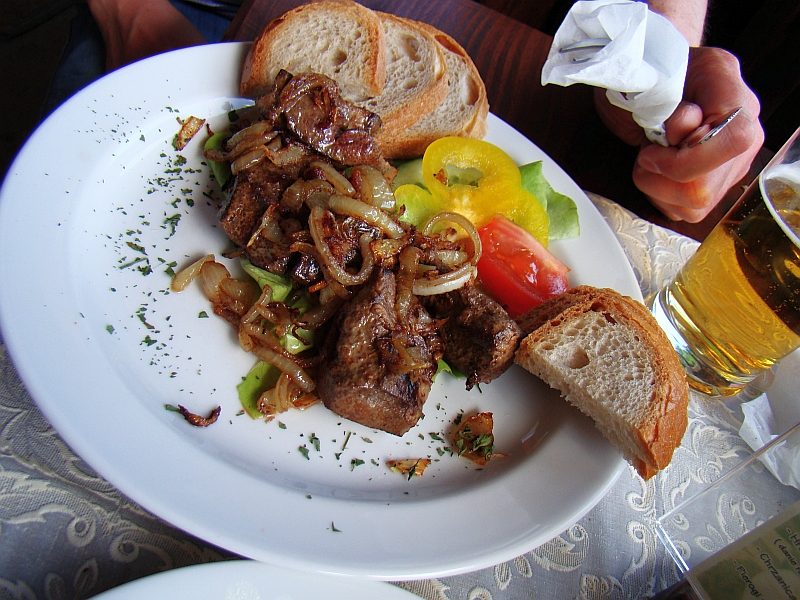
Wątróbka na sposób "bawarski" w kuchni galicyjskiej, Sanok

Wątróbka po bawarsku – smażone na chrupko z cebulą wątróbki wieprzowe podawane z papryką, ogórkiem konserwowym oraz grzankami, ewentualnie pieczonymi ziemniakami.
Potrawę sporządza się z pociętych w plastry wątróbek wieprzowych. Plasterki wątróbki należy przed smażeniem wrzucić na kilka minut do zimnej wody, aby odsączyć krew. Następnie panierować w pszennej mące, opcjonalnie również w mleku.
Po usmażeniu wątróbki, podsmażana jest na tym samym tłuszczu (smalec lub oliwa) pokrojona w plasterki cebula.
Do smaku jako przyprawy: sól, pieprz, curry, czosnek i sok z cytryny.
Wątróbka drobiowa przygotowywana w podobny sposób spotykana jest w kuchni żydowskiej.

## Literatura
- Robert Makłowicz: CK Kuchnia, 2001.